# Sebesváralja
Sebesváralja (szlovákul: Podhradík) község Szlovákiában, az Eperjesi kerület Eperjesi járásában.

## Fekvése

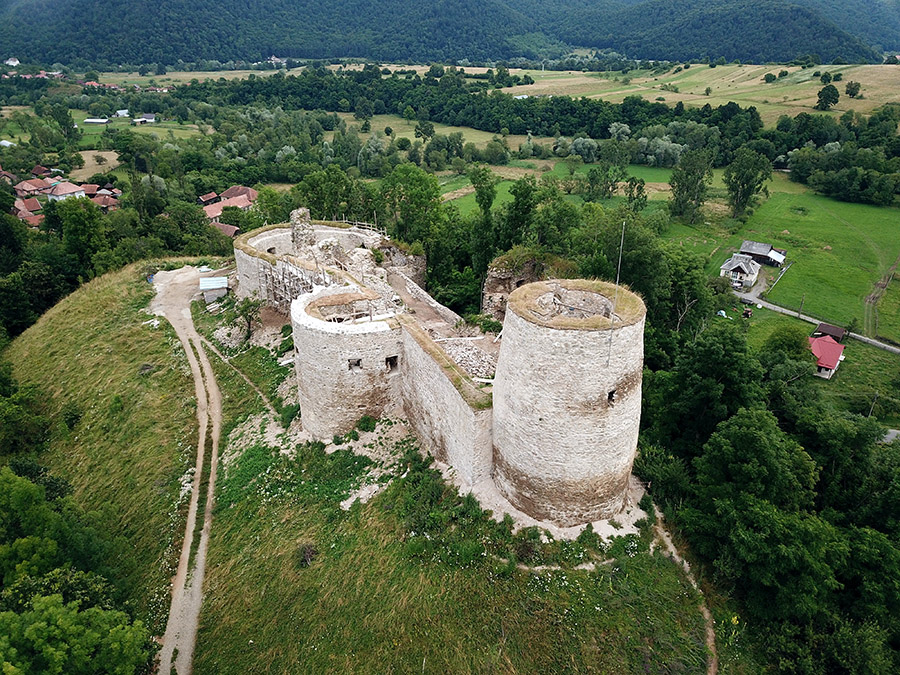
Sebesvár - légi fotó

Eperjestől 8 km-re keletre, a Sebes-patak partján található.

## Története
Várát „Sebeskő” néven 1299-ben említik először, mint Tamás fia Sinka magister várát. Ezután a tőle származó Sebesieké volt. A falu 1315-ben a Sinkó család birtoka. 1401-ben „Waryala” néven említik először, a felette emelkedő vár uradalmához tartozott. 1491-től Kassa városának birtoka. 1550-ben a falut felégették, lakói Eperjesre menekültek. Korábbi templomát 1755-ben építették. 1787-ben 37 házában 251 lakos élt.
A 18. század végén Vályi András így ír róla: „VÁRALLYA, v. Podhracz. Falu Sáros Várm. földes Ura Gróf Haller Uraság, lakosai többfélék, fekszik Felső Sebesnek szomszédságában, és annak filiája; határja ollyan, mint Kőrösfáé.”
Fényes Elek 1851-ben kiadott geográfiai szótárában így ír a faluról: „Váralja, (Podhradze), Sáros vmegyében, tót falu, A.-Sebeshez keletre 1/2 mfd. 231 romai, 20 g. kath., 54 evang., 5 zsidó lak. Szép erdő. F. u. gr. Haller. Ut. p. Eperjes.”
1890-ben a kolera 18 halálos áldozatot követelt a községben. Lakói főként földműveléssel, állattartással, erdei munkákkal, később idénymunkákkal foglalkoztak. 1920 előtt Sáros vármegye Eperjesi járásához tartozott.
Régi templomát 1992-ben lebontották és helyére 1994-ben új templomot emeltek.

## Népessége
| Év:            | 1994. | 2004.   | 2014.   | 2024.    |
| -------------- | ----- | ------- | ------- | -------- |
| Emberek száma: | 326   | 350     | 372     | 434      |
| Eltérés:       |       | +7,36 % | +6,28 % | +16,66 % |

| Év:            | 2023. | 2024.   |
| -------------- | ----- | ------- |
| Emberek száma: | 440   | 434     |
| Eltérés:       |       | -1,36 % |

1910-ben 236, túlnyomórészt szlovák lakosa volt.
2001-ben 332 lakosából 329 szlovák volt.
2011-ben 370 lakosából 346 szlovák.

## Nevezetességei
- Határában 529 m magas sziklán állnak Sebes várának romjai.
- A Szentháromság tiszteletére szentelt római katolikus temploma 1994-ben épült.